# Бебр
Бебр (фр. Besbre) је река у Француској. Дуга је 106 km. Улива се у Лоару. 